# فیلم‌برداری

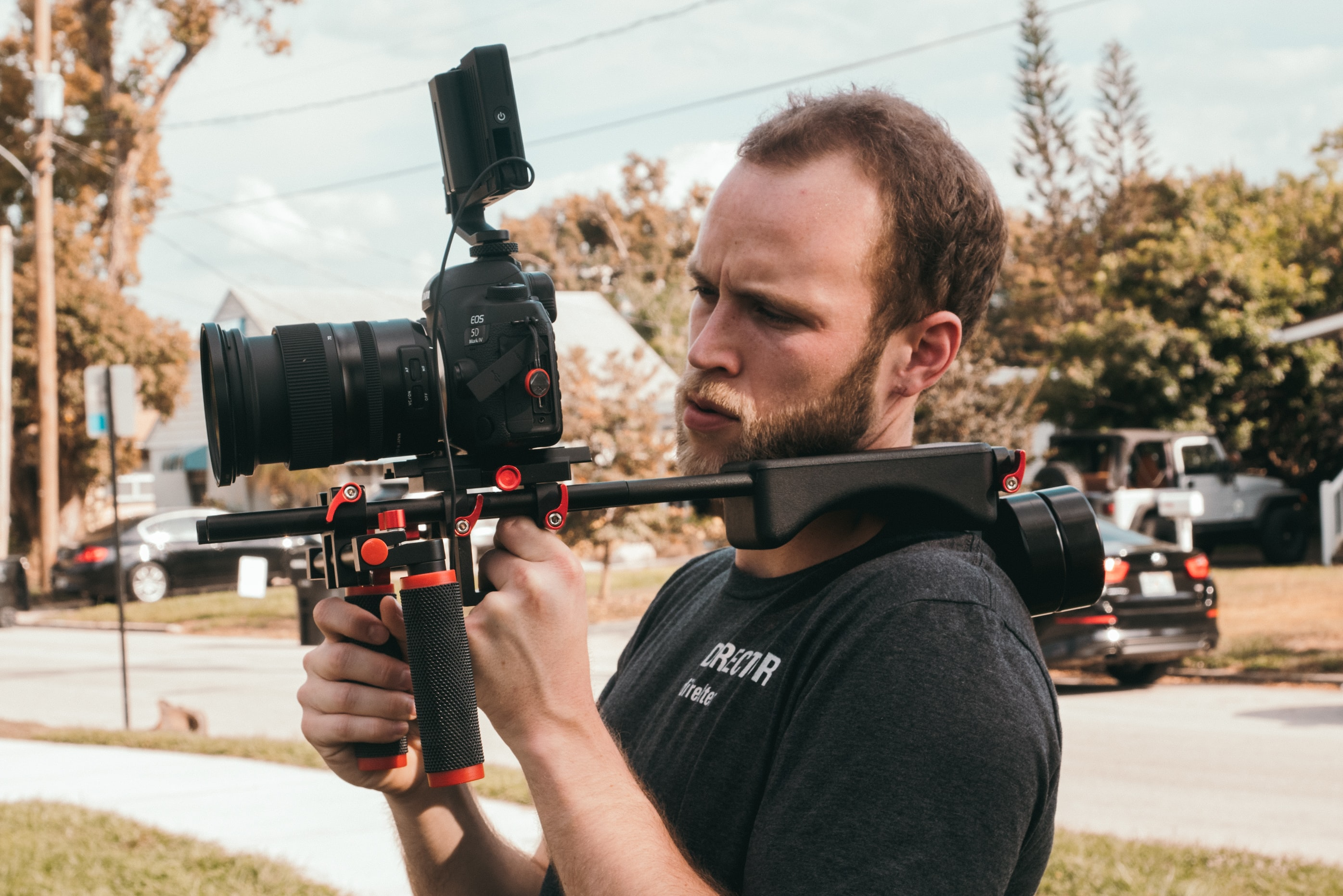
یک فیلمبردار با استفاده از دوربین دیجیتال تک‌لنز که روی یک دکل شانه‌ای نصب شده‌است.

فیلمبرداری (به انگلیسی: Videography) فرایند ضبط تصویر متحرک در رسانه‌های الکترونیکی (مانند نوار ویدئویی، ضبط مستقیم روی دیسک یا ذخیره‌سازی حالت جامد) و حتی رسانه‌های زنده است. این اصطلاح شامل روش‌های تولید ویدئو و پس‌تولید است. در گذشته آن را معادل ویدیوی سینماتوگرافی (تصاویر متحرک ضبط شده روی فیلم آپارات) می‌انگاشتند اما ظهور ضبط ویدیوی دیجیتال در اواخر سدهٔ بیستم تمایز بین این دو را مبهم کرد زیرا در هر دو روش، مکانیسم واسطه یکسان شدند. امروزه هر اثر ویدیویی را می‌توان فیلمبرداری نامید در حالی که تولید فیلم سینمایی تجاری را سینماتوگرافی نامید.
فیلمبردار videographer شخصی است که در زمینه فیلمبرداری و/یا تولید فیلم فعالیت می‌کند. پخش اخبار به شدت به تلویزیون زنده متکی است که در آن فیلمبرداران در جمع‌آوری اخبار الکترونیکی (ENG) از اخبار محلی شرکت می‌کنند.

## اهمیت فیلمبرداری در سینما
اساس یک فیلم، فیلم‌برداری آن است و هر چیزی که فیلم‌برداری شود می‌تواند موضوعی سینمایی تلقی شود.